# Авілес Уртадо
Авілес Уртадо (ісп. Avilés Hurtado, нар. 20 квітня 1987, Тімбікі) — колумбійський футболіст, півзахисник, нападник.

## Клубна кар'єра
Народився 20 квітня 1987 року в місті Тімбікі і розпочав свою футбольну кар'єру у складі нижчолігової команди «Депор» з міста Хамунді, яка переїхала до Калі у 2009 році. На вищому рівні дебютував наступного року виступами за команду «Америка де Калі», в якій провів два сезони, взявши участь у 39 матчах чемпіонату.
Влітку 2011 року він перейшов до «Атлетіко Насьйональ». 28 серпня у матчі проти «Енвігадо» він дебютував за нову команду, а 4 вересня у поєдинку проти свого попереднього клубу «Америки», Уртадо забив свій перший гол за «Атлетіко Насьйональ». Авілес допоміг клубу по два рази виграти чемпіонат та Кубок Колумбії.
15 грудня 2012 року Уртадо підписав чотирирічний контракт з мексиканською «Пачукою», але у новій команді основним гравцем не став тому влітку був відданий в оренду у іншу місцеву команду «Чьяпас», де грав до кінця 2013 року. Повернувшись до «Пачуки» його ситуація залишилася незмінною, тож в січні 2015 року, він знову приєднався до «Чьяпаса», цього разу на постійній основі, одночасно отримуючи мексиканське громадянство.
8 червня 2016 року Уртадо став гравцем «Тіхуани», приєднавшись до свого співвітчизника Дайро Морено. У новій команді він став одним із найкращих гравців ліги, потрапивши до символічної сезону Клаусури 2017, у якій він забив 8 голів, включаючи дублі в ворота «Пуебли» (6:2) та «Атласа» (3:3). При цьому один з голів у ворота «Атласа», забитий ударом через себе, приніс йому номінацію на премію ФІФА імені Пушкаша за найкращий гол року.
Своєю грою за останню команду Уртадо привернув увагу представників грандів і влітку 2017 року його придбав «Монтеррей» за 9 млн. доларів США, що зробило його найдорожчим придбанням в історії клубу. Відіграв за команду з Монтеррея наступні чотири сезони своєї ігрової кар'єри. Більшість часу, проведеного у складі «Монтеррея», був основним гравцем команди. Забивши 11 голів в Апертурі 2017 року Авілес виграв титул найкращого бомбардира разом із Мауро Боселлі з «Леона» і наприкінці сезону знову був включений до символічної збірної чемпіонату. 21 грудня 2017 року «Монтеррей» виграв Кубок Мексики, а Уртадо забив єдиний гол у фіналі після передачі від співвітчизника Дорлана Пабона. 2019 року Уртадо з командою виграв Лігу чемпіонів КОНКАКАФ та Апертуру, а наступного року і другий для себе Кубок Мексики.
У травні 2021 року Уртадо повернувся до «Пачуки». Цього разу провів у її складі два сезони. Граючи у складі «Пачуки» також здебільшого виходив на поле в основному складі команди і виграв з командою Апертуру 2022 року.
Влітку 2023 року став гравцем клубук «Хуарес» і за наступні два сезони відіграв за команду з міста Сьюдад-Хуарес 45 матчів в національному чемпіонаті.
Влітку 2025 року Уртадо підписав короткостроковий контракт на місіяць із своїм колишнім клубом «Пачукою», щоб допомогти їм вдало виступити на клубному чемпіонаті світу 2025 року у США. На турнірі Авілес зіграв 36 хвилин у двох матчах групового етапу проти «Ред Булла» (Зальцбург) та «Реала», але його команда посіла останнє місце у групі, після чого Уралдо покинув команду.

## Виступи за збірну
У листопаді 2017 року Уртадо провів свої два єдиних матчі у складі національної збірної Колумбії, зігравши у товариських матчах проти Південної Кореї (1:2) та Китаю (4:0).

## Титули і досягнення
- Чемпіон Колумбії (2):

«Атлетіко Насьйональ»: Апертура 2011, Апертура 2013
- Володар Кубка Колумбії (2):

«Атлетіко Насьйональ»: 2012, 2013
- Володар Суперліги Колумбії (2):

«Атлетіко Насьйональ»: 2012
- Чемпіон Мексики (2):

«Монтеррей»: Апертура 2019
«Пачука»: Апертура 2022
- Володар Кубка Мексики (1):

«Монтеррей»: Апертура 2017, 2019/20
- Переможець Ліги чемпіонів КОНКАКАФ (1):

«Монтеррей»: 2019

### Індивідуальні
- Найкращий бомбардир чемпіонату Мексики: Апертура 2017 (11 голів)
- У символічній збірній чемпіонату Мексики: Клаусура 2017, Апертура 2017